# Îles Fram
Les îles Fram forment un chapelet d'une vingtaine d'îles et îlots dans l'archipel de Pointe-Géologie (Terre Adélie), en mer Dumont-d'Urville au large du continent antarctique.

## Description
Dans l'archipel de Pointe-Géologie, le chapelet des îles Fram s'étire du nord au sud sur 1 500 m au nord–nord-ouest du cap Géodésie (en). Elles sont pour la plupart minuscules, seule l'île située à l'extrême sud méritant ce nom. De façon surprenante, les reliefs y sont cependant presque alpins, sur l'île la plus importante comme sur les îlots situés à l'extrême nord où une altitude de 25 m est atteinte. L'île du sud est située à 4 km du cap Géodésie,,.
Les îles Fram se trouvent à un peu plus de 8 km à l'ouest–nord-ouest de l'île des Pétrels où est établie la base Dumont-d'Urville.

## Histoire
Les îles sont identifiée sur les photos aériennes prises par l'US Navy lors de l'opération Highjump en 1946-1947. En octobre 1950, un raid d'exploration est lancé depuis Port-Martin par la 3e expédition antarctique française en Terre Adélie (TA 3). Yves Vallette, Robert Pommier et François Tabuteau, sur deux traîneaux attelés chacun d'une demi-douzaine de chiens, les découvrent et les cartographient le 18 octobre 1950.  
Contrairement à ce qu'on pourrait croire, les îles ne tiennent pas directement leur nom de la goélette Fram, le navire d'exploration de Roald Amundsen. C'est le chien de tête de l'attelage de Tabuteau qui était ainsi dénommé, « Fram » signifiant en norvégien « En avant »,. Pommier, qui était allé par deux fois au Spitzberg et qui était responsable des chiens, a dû donner ce nom en connaissance de cause, tout en gardant bien sûr en tête l'évocation du navire d'Amundsen.